# Fuencarral-El Pardo
Fuencarral-El Pardo – jeden z 21 dystryktów wchodzących w skład Madrytu. Znajduje się w północnej części miasta, a w jego obrębie wyznaczony jest obszar specjalnej ochrony ptaków.

## Podział administracyjny
Fuencarral-El Pardo dzieli się administracyjnie na 8 dzielnic:
- El Pardo
- Fuentelarreina
- Peñagrande
- Pilar
- La Paz
- Valverde
- Mirasierra
- El Goloso